# سيريل غوتييه
سيريل غوتييه (بالفرنسية: Cyril Gautier)‏ ولد بتاريخ 26 سبتمبر 1987 في فرنسا، هو دراج فرنسي في صنف سباق الدراجات على الطريق وعلى المضمار.

## سجل النتائج

### المراكز
- حقق المركز الـ 6 في باريس-نايس 2014

## روابط خارجية
- سيريل غوتييه على موقع الاتحاد الدولي للدراجات (الإنجليزية)
- سيريل غوتييه على موقع أرشيف الدراجات (الإنجليزية)
- سيريل غوتييه على موقع إحصائيات الدراجات الإحترافية (الإنجليزية)
- سيريل غوتييه على موقع نسبة الدراجات (الإنجليزية)
- سيريل غوتييه على موقع CycleBase (الإنجليزية)